# Giorgio Gangi
Giorgio Gangi (Fiume, 8 luglio 1938 – Milano, 15 aprile 2013) è stato un politico italiano.
Già membro della comunità ebraica milanese, storico esponente e tesoriere del PSI, segretario regionale del PSI lombardo, sindaco di Limbiate dal 1964 al 1970, è stato vicepresidente della Regione Lombardia e consigliere regionale, deputato per tre legislature e senatore della Repubblica nell'XI legislatura. È sepolto nel Cimitero ebraico del Cimitero Maggiore di Milano.